# 上越市民の歌
「上越市民の歌」（じょうえつしみんのうた）は、新潟県上越市がかつて制定していた市民歌である。作詞・小林隆治、補作・森菊蔵、作曲・狛林正一。

## 解説
上越市は1971年（昭和46年）に直江津市と高田市の2市が新設合併して成立した自治体であるが、前身の直江津市では明治期から「直江津町歌」、高田市では1929年（昭和4年）に「高田市歌」（作詞：川合直次、作曲：信時潔）および1961年（昭和36年）に「高田市市民歌」（作詞：植木喜与司、補作：堀口大學、作曲：八洲秀章）をそれぞれ制定していた。
両市の合併後、1976年（昭和51年）に合併5周年を記念して新市民歌を制定することが決まり、この時期に詩人の森菊蔵が主宰し全国各地で自治体歌や音頭、新民謡の作成を売り込んでいた東京企画のプロデュースで歌詞の懸賞募集が行われた。入選作品は「該当なし」となったが、準入選とされた市内在住で元郵便局員の小林隆治（当時71歳）の応募作を森が補作したものを採用とし、狛林正一の作曲を得て1977年（昭和52年）3月に制定された。制定時に東京企画がロイヤルナイツの歌唱でシングル盤（規格品番：TMK-1004）を製造しており、JOYSOUNDではカラオケの曲目に採用されている。
全5番の歌詞で1番は高田城、2番は直江津港、3番は春日山、4番は五智の国府跡と直江津海水浴場、5番は日本のスキー発祥地・金谷山から妙高山を臨む地域の情景を多分に取り入れており、戦後の自治体歌では珍しく歴史上の人物として3番で上杉謙信、5番でテオドール・レルヒを取り上げている。
旧市域の住民の間では毎年夏に開催される上越まつりで演奏されるサンバ調アレンジの「サンバ上越市民歌」を通じて馴染み深い楽曲であり、公的な市民歌としての廃止後も変わらず演奏され続けている。

### 市域拡大に伴う廃止
上越市は平成の大合併において近隣の13町村を編入合併し、市域を大幅に拡大した。新設合併の場合と異なり市の法人格が引き継がれるが、上越地域合併協議会では「上越市民の歌は、合併後に内容を見直すこととする」と取り決められ、合併後の2006年（平成12年）に新市民歌「このふるさとを」が制定されたことを以て1977年（昭和52年）制定の「上越市民の歌」は公的な市民歌としては廃止された。
「このふるさとを」は廃止された「上越市民の歌」とは対照的に特定の地名を一切含まない抽象的な歌詞となっており、合併協議会主導による「代替わり」の断行から5年が経過した2011年（平成23年）の時点では上越市議会において「どうも市民の間で歌われているのを聞いたことがない」と苦言を呈されている。また、公的に廃止されたからと言って市民による演奏を禁止することは出来ないため、前述したように上越まつりでは廃止後も変わらず「サンバ上越市民歌」が演奏されており、市議会では拡大した市域を含めた歌詞を増補するような形で復活させてはどうかとする提案も行われているが、市側で具体的に対応をする動きは見られない。